# Mike Mangini
Mike Mangini (18 de abril de 1963, Newton, Estados Unidos) es un virtuoso baterista estadounidense, muchas veces músico de sesión. Ha tocado para Annihilator, Extreme y Steve Vai. Fue profesor en el Berklee College of Music de Boston. Ha ganado 5 veces el premio como el baterista más rápido del mundo. Es considerado el mejor baterista del metal y rock gracias a sus estudios de rítmica. Entre 2011 y 2023 fue el baterista de la banda de metal progresivo Dream Theater, en sustitución de Mike Portnoy, quien dejó la banda en septiembre de 2010,. Sin embargo, tras el regreso de Portnoy, Mangini dejó la banda.

## Biografía

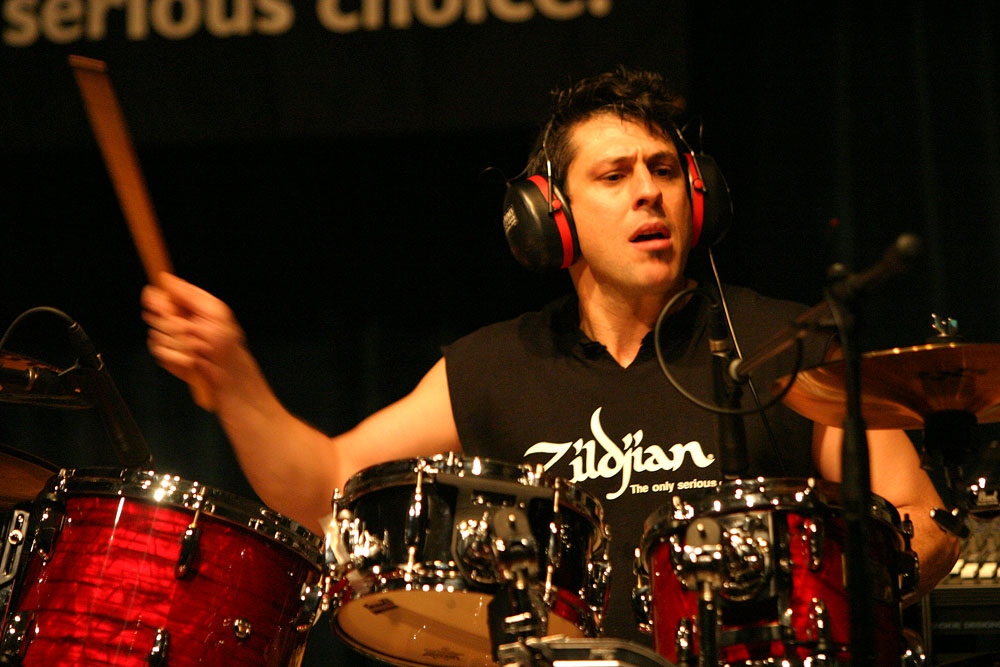
Mangini en una clínica de batería en Singapur, 2004.

Comenzó a tocar batería cuando tenía cinco años. En ese tiempo practicaba alrededor de diez horas al día y para cuando tenía nueve años ya podía tocar canciones de Buddy Rich. En secundaria tocó en distintas bandas en su escuela y participó en importantes festivales en su país.
Después de haberse graduado de la secundaria de Waltham en 1981, Mangini detuvo sus estudios para obtener un máster en Ciencias de la computación en la Universidad de Bentley, en Massachusetts. Tras graduarse, Mike comenzó a programar softwares para el Sistema de misiles Patriot al mismo tiempo que estudiaba la relación entre el cerebro y el cuerpo humano, lo que le ayudaría a desarrollar su "sistema de aprendizaje de la rítmica".
En 1987 Mangini tuvo uno de sus primeros conciertos importantes, tocando la batería para la banda Rick Berlin Band en Boston, donde trabajó junto con el bajista Philip Bynoe, con quienes tocaría más adelante en Journey y junto a Steve Vai. Además, se desempeñaba también como profesor de batería en Boston.
En 1991, Mangini comenzó a trabajar en una banda de thrash metal llamada Annihilator. Mangini tocaría varias pistas para el álbum de estudio Set the World on Fire de dicha banda. Luego se iría en gira con la banda hasta 1994, momento en el cual le propusieron trabajar para Extreme en reemplazo del baterista original Paul Geary.
Mike era amigo del guitarrista de Extreme, Nuno Bettencourt, desde la década de 1980. Su trabajo para Extreme incluyó varias pistas para el disco de 1995 Waiting for the Punchline. En su paso por Extreme también aparecería para el Late Show de David Letterman. También grabaría canciones para el primer trabajo solista de Nuno Schizophonic, después de que este abandonara Extreme.
Después que Extreme se disolviera en 1996, el baterista Jonathan Mover le informó que el guitarrista Steve Vai hacía audiciones para baterista de su banda en vivo. Mike se quedó con el puesto y se mudó a Los Ángeles.
Desde finales de 1996 hasta inicios del 2000 Mangini fue el baterista de la banda de Vai, donde también estaban el bajista Philip Bynoe y los guitarristas Mike Keneally y Dave Weiner. Mike grabó distintos temas para los discos Fire Garden y The Ultra Zone de Vai.
Luego de la suspensión de la gira Ultrazone por Sudamérica en el 2000, Mangini volvió a Boston y comenzó a enseñar en el Berklee College como profesor asociado. Comenzó a trabajar con el exlíder de Extreme Gary Cherone y el bajista Pat Badger en la banda Tribe of Judah y continuó su trabajo con Dale Bozzio de la banda de new wave Missing Persons. En 2005 aceptó un trabajo a tiempo completo como profesor en Berklee siendo reconocido en el departamento de percusión.
El 29 de abril de 2011, los miembros de Dream Theater anunciaron oficialmente que Mangini sería el sustituto de Mike Portnoy en el puesto de batería.
El 25 de octubre de 2023, Dream Theater anunció el regreso de su miembro fundador Mike Portnoy, por lo que Mangini dejó la banda.

## Equipamiento
Mangini actualmente promociona baterías Pearl y platillos Zildjian. En 2008 Pearl lanzó la Mike Mangini Signature Popcorn Snare, que es una 10x6.2" hecha de 6 capas de abedul. También usa sus propias baquetas "wicked piston" de la marca "vater"
Mangini usa también pedales Eliminator Pearl, Demon Drive Pearl y hardware Pearl, baterías electrónicas Roland, micrófonos Shure y parches Remo.

## Discografía
Annihilator
- Set the World on Fire (1993)
- All for You (2004)
- Metal (2007)

Extreme
- Waiting for the Punchline (1995) - tracks "Hip Today", "Leave Me Alone" y "No Respect"

Steve Vai
- Fire Garden (1996) - tracks "Bangkok" y "The Fire Garden Suite"
- G3: Live in Concert (1996)
- The Ultra Zone (1999) - tracks "Jibboom", "Windows to the Soul" y "Here I am"
- Alive in an Ultra World (2001)

MullMuzzler/James LaBrie
- Keep It to Yourself (1999)
- James LaBrie's MullMuzzler 2 (2001)
- Elements of Persuasion (2005)

Tribe of Judah
- Exit Elvis (2002)

Dream Theater
- A Dramatic Turn of Events (2011)
- Dream Theater (2013)
- Live at Luna Park (DVD en vivo) (2013)
- Breaking the Fourth Wall (DVD/BluRay en vivo), Dream Theater (2014)
- The Astonishing (2016)
- Distance Over Time (2019)
- Distant Memories - Live in London (2020)
- A View from the Top of the World (2021)

Mangini
- Invisible Signs (2023)